# 思想家
思想家（しそうか、英: thinker）は、様々な思想・考えに関する問題を研究し、学び、考察し、熟考し、あるいは問うて答えるために、自分の知性を使おうと試みる人。日本語では哲学者（philosopher）と同義で使われる場合が多いが、哲学者が「Aとは何か」「AとはBである」など”とは”に軸足を置いて真実を探求する一方で、思想家は「Aはどうあるべきか」「AはBであるべきだ」など”べき”に軸足を置いた主張を展開するという意味で異なる。
『マクミラン英英辞典』によれば、重要なことがらについて考え、新しいアイデアを発展させる人。特にその分野でよく知られた人を指す。